# Jean Jules Jusserand

Jean Jules Jusserand (1921)

Jean-Adrien-Antoine-Jules Jusserand (* 18. Februar 1855 in Lyon; † 18. Juli 1932 in Paris) war ein französischer Diplomat und Literaturhistoriker.

## Leben

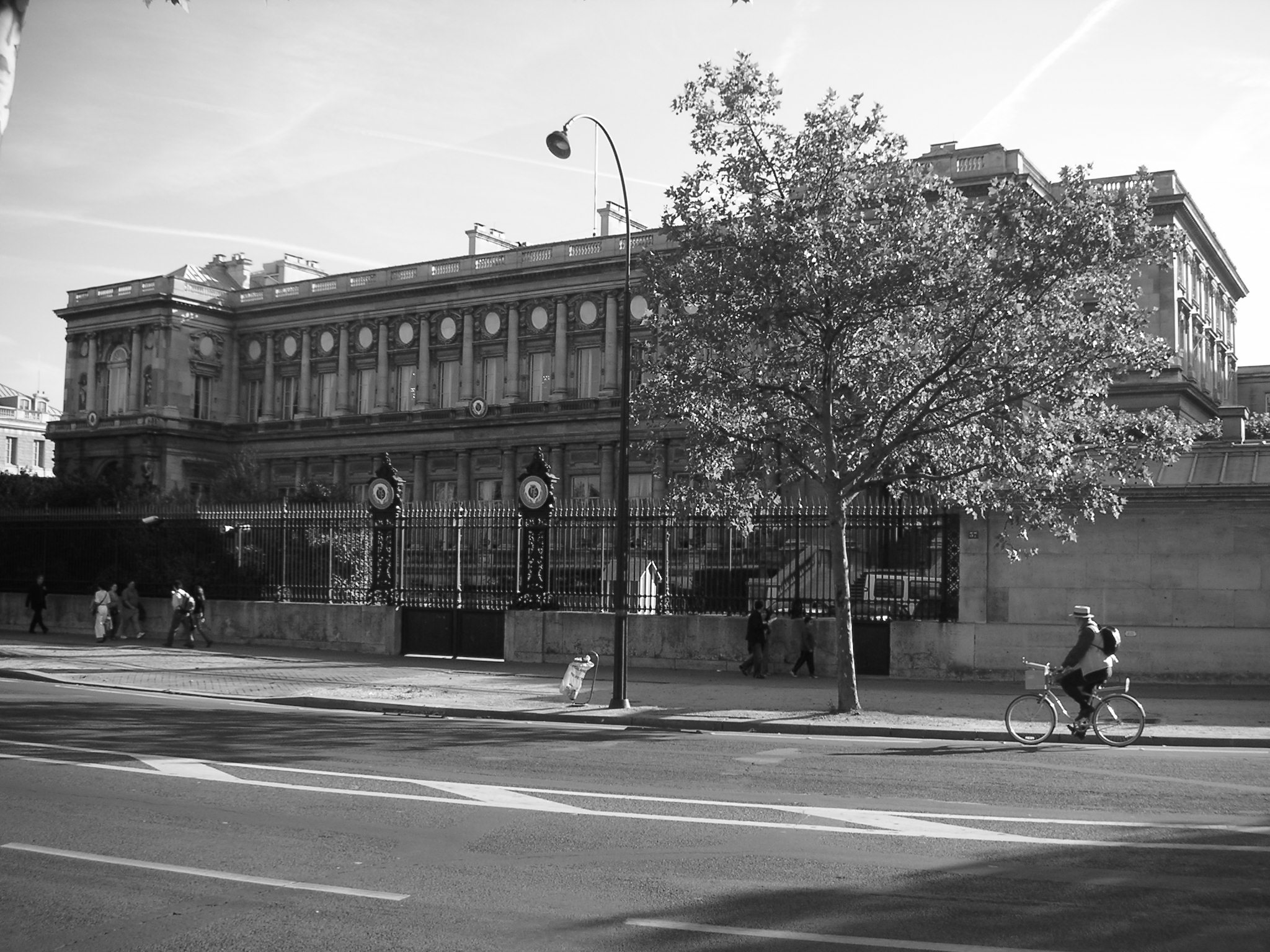
Das französische Außenministerium am Quai d’Orsay im Jahr 2005

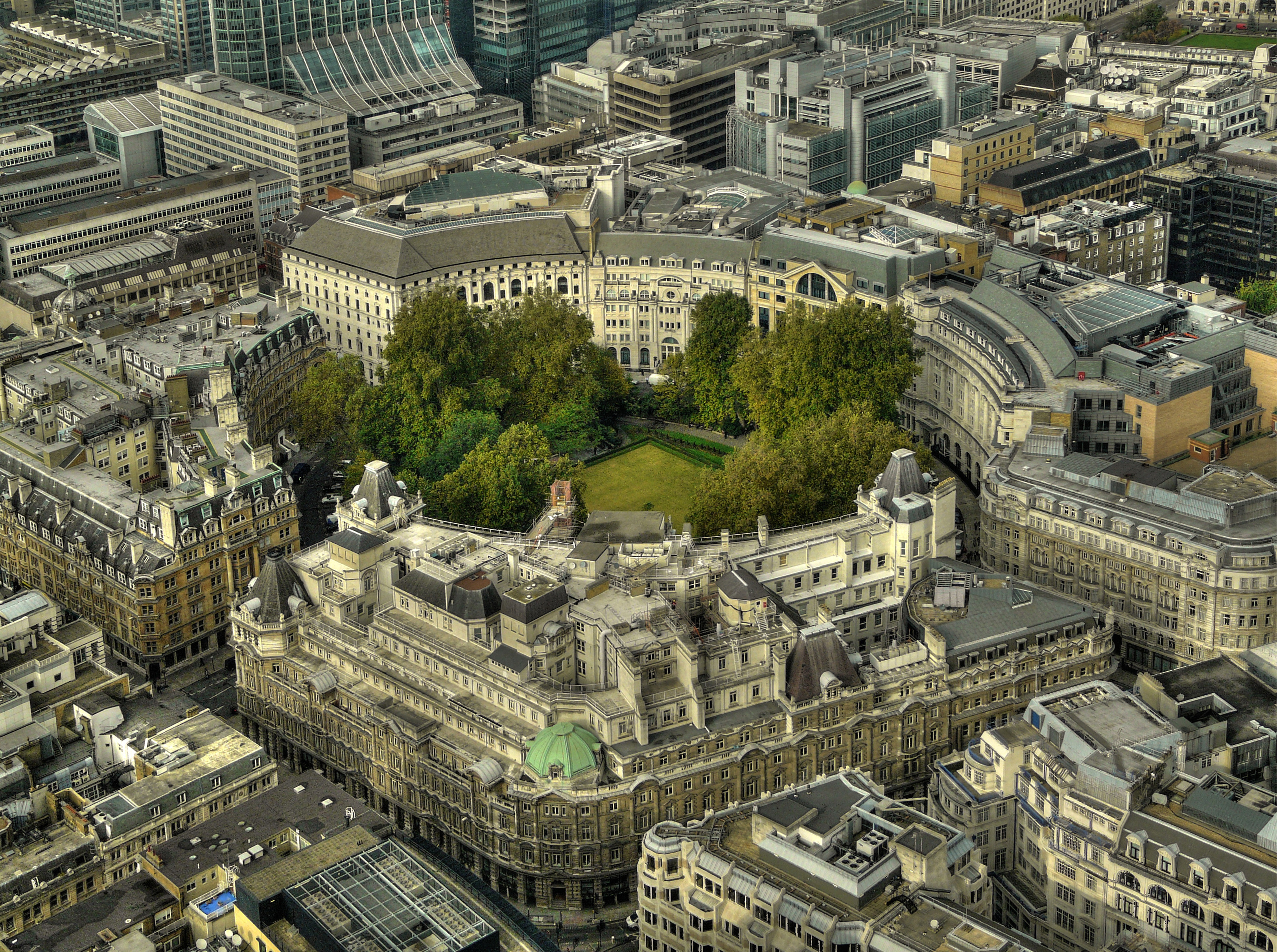
Der Finsbury Circus im Jahr 2008

Jean Jules Jusserand war das erste Kind von Jules Jusserand (1800–1871), einem Rechtsanwalt aus alteingesessener Lyoneser Juwelier-Familie, und dessen zweiter Frau, Marie Adrienne Tissot. Drei Geschwister folgten: Etienne (* 1856), Jeanne (* 1857) sowie Francica (* 1858). Die Familie lebte während seiner Kindheit in Saint-Haon-le-Châtel; die Kinder gingen in Lyon zur Schule, wo die Familie ebenfalls einen Wohnsitz hatte und die Wintermonate verbrachte. Die vier Geschwister erhielten durch die Mutter eine profunde katholische Erziehung sowie Musikunterricht. Ab dem Herbst 1865 besuchte Jules Jusserand das von Priestern geführte Lyoner Internat Les Chartreux. Dort lernte er auch Englisch und Italienisch. Nach dem Tode seines Vaters 1871 wurde der erfolgreiche Schüler Oberhaupt seiner Familie. Für drei Jahre studierte er von 1872 Geistes- und Naturwissenschaften und schloss daran seinen Abschluss in Rechtswissenschaften in Lyon. Sein breites Studieninteresse setzte er 1875 an einer Universität in Paris fort, mit einem Schwerpunkt in Recht. Im Herbst des Jahres nahm er an einem Vergabewettbewerb für einen Posten im Konsulardienst teil, der ihn im Rahmen eines vorbereitenden Jahres nach Großbritannien führte. Dort lernte er Land und Leute kennen und begann seine Dissertationsvorbereitungen. Im nächsten Jahr bekam er den gewünschten Pariser Posten als élèves-consul, der jedoch vor allem im Anfertigen von Abschriften bestand. Nebenher arbeitete er an seinen zwei Dissertationen, die er 1877 respektive 1878 abschloss. 1878 begann seine Zeit als angehender Konsul im Generalkonsulat am Finsbury Circus in London. Nach zweijährigem Aufenthalt kehrte er nach Paris zurück und wurde dort persönlicher Sekretär des Außenministers Jules Barthélemy-Saint-Hilaire, der ein Aristoteles-Spezialist war. Nachdem 1881 eine Analyse zu einer möglichen französischen Besetzung von Tunis das Wohlgefallen seiner Vorgesetzten gefunden hatte, wurde er von der ökonomischen zur diplomatischen Abteilung des Konsulardienstes versetzt und im Dezember für drei Monate zur Berichterstattung nach Tunis geschickt. Bei seiner Rückkehr wurde Jusserand Leiter der neu von Charles de Freycinet errichteten Abteilung für das tunesische Protektorat, da er mittlerweile als Tunesienexperte galt, während er vor 1880 noch nichts über diese Gegend gewusst haben soll. In den folgenden fünf Jahren seiner Tätigkeit dort vergrößerte sich das Zuständigkeitsgebiet um weitere afrikanische Gebiete sowie Indochina.
Neben seinen familiären Pflichten setzte er auch seine akademischen Studien fort. Guillaume Guizot bot ihm 1885 an, am Collège de France zu Chaucers Zeitgenossen sowie zum englischen Roman vor Walter Scott zu lesen. Beide Vorlesungsreihen wurden veröffentlicht. Zusätzlich zu eigenen Publikationen zur englischen Literaturgeschichte initiierte er 1887 die Reihe „Les Grand Écrivains Français“, zu deren Herausgebern er gehörte. Er schrieb zudem den Band zu Pierre de Ronsard. Ende des Jahres wurde er als Gesandter an die Londoner Botschaft zu Diensten von William H. Waddington versetzt, eine Stellung, die er bis Juni 1890 innehatte. Darauf folgten wieder acht Jahre in Paris, zunächst als für Europa zuständiger sous-directeur du Nord, und vier als Gesandtschaftsleiter in Kopenhagen. Als sous-directeur du Nord wurde ihm eine gewisse Anglophilie, die in einer Abneigung gegen das zaristische Russland münde, unterstellt. Aus diesem Grunde wurde er auch von Jean Casimir-Perier angewiesen, das Erscheinen seines Buches A Literary History of the English People auf einen späteren Zeitpunkt zu verschieben. Jusserands Aufgabe als envoyé extraordinaire et ministre plénipotentiaire in Kopenhagen bestand darin, vor der drohenden Gefahr seitens des deutschen Kaiserreiches zu warnen. Während seines Aufenthalts in Dänemark wurde er vom französischen Botschafter Gustave Oliver Lannes de Montebello nach Sankt Petersburg eingeladen, wo er im März 1899 auch eine Unterredung mit Zar Nikolaus II. und dessen Frau hatte.
Mittlerweile pflegte Jusserand eine internationale Gelehrtenkorrespondenz und kannte viele namhafte kulturelle Größen. Am 14. Oktober 1894 hatte er die in Frankreich geborene und erzogene Tochter eines US-amerikanischen Bankiers geheiratet. Vermutlich hat er Elise Richards und ihre Schwester Marian im Zusammenhang mit der Übersetzung seiner Bücher in das Englische kennengelernt.
Nachdem er 1902 in Kopenhagen durch Philippe Crozier abgelöst worden war, war Jusserand ab dem Februar 1903 französischer Botschafter in Washington, D.C. Er gilt als einer derjenigen, die die US-Regierung zur Teilnahme am Ersten Weltkrieg überredeten. 1917 gewann er mit seinem Werk With Americans of Past and Present Days den ersten Pulitzer-Preis in der Sektion Geschichte. Vier Jahre später wurde er zum Präsidenten der American Historical Association (AHA) gewählt. Anfang 1925 kehrte das Ehepaar wieder nach Frankreich zurück, wo sie in Paris und Saint-Haon-le-Châtel ihren Wohnsitz nahmen. Jusserand schrieb weiterhin und veröffentlichte ein Buch zur Zeitgeschichte: Le Sentiment américain pendant la guerre. Seine Memoiren What Me Befell wurden postum und nur in Großbritannien herausgegeben.

## Werke
- De Josepho Exoniensi vel Iscano: accedunt De bello trojano poematis liber I, necnon notulæ, sæculo XIII conscriptæ, nunc primum e codice manuscripto in Nationali Bibliotheca asservato, depromptæ, (Dissertation an der Universität Lyon über Joseph von Exeter) Paris: Librairie Hachette, 1877.
- Le théatre en Angleterre depuis la conquéte jusqu'aux prédécesseurs immédiats de Shakespeare, (Dissertation zum Englischen Theater) Paris: E. Leroux, 1878.
- Les Anglais au moyen âge: La Vie nomade et les routes d’Angleterre au XIV siècle (2 Bände, 1884–1893) Bd. 1
- Le roman anglais (1886)
- Le Roman au temps de Shakespeare (1887)
- A French Ambassador at the Court of Charles the Second: Le comte de Cominges (1892)
- Les Anglais au moyen âge: L’Épopée mystique de William Langland (1893)
- Histoire abrégée de la littérature anglaise (1896)
- Shakespeare en France sous l'ancien régime (1898)
- Les sports et jeux d'exercice dans l'ancienne France (1901)
- Ronsard (1913)
- With Americans of past and present days (1916)
- Amis de la France (1917)
- The school for ambassadors and other essays (1924)
- Grotius étudié par les secrétaires d'Ambassade Français en 1711 (1929)
- Le sentiment américain pendant la guerre (1931)

## Auszeichnungen und Ehrungen (Auswahl)
- 1883: chevalier der Ehrenlegion
- 1892: officier der Ehrenlegion
- 1895: Prix Bordin der Académie des sciences morales et politiques für L’épopée mystique de William Langland
- 1907: Mitglied der American Philosophical Society[4]
- 1911: Korrespondierendes Mitglied der British Academy
- 1912: Mitglied der American Academy of Arts and Sciences
- 1917: Pulitzer-Preis in der Sektion Geschichte
- 1936: privatfinanziertes Denkmal im Washingtoner Rock Creek Park, das eine Bank aus rosafarbenen Granit darstellt, die von J. H. Friedlander geschaffen wurde[5]